# Vlag van Miranda

Vlag van Miranda sinds 2006

De vlag van Miranda is in gebruik sinds 28 maart 2006. De vlag is een zwart-rood-gele driekleur, met in de rode baan zes witte sterren en in de zwarte baan het logo van Miranda.

## Symboliek
De drie banen verwijzen naar de bevolkingsopbouw van de staat. Het zwart staat voor de Afro-Venezolanen, die de meerderheid van de bevolking vormen. Het rood staat voor de nakomelingen van blanken en zwarten, die een bruine huidskleur hebben. De gele kleur staat voor de indianen.
Om verwarring met de Duitse vlag (ook een zwart-rood-gele driekleur) te voorkomen, moesten op het laatste moment de zes sterren worden ingevoegd. Deze witte vijfpuntige sterren verwijzen naar de zes streken van Miranda: Altos Mirandinos, Valles del Tuy, Sucre, Área Metropolitana, Guarenas Guatire en Barlovento.
In de zwarte baan staat het logo van Miranda, vormgegeven in een zonfiguur. Centraal daarin staat een krans van cacaotakken als verwijzing naar het belangrijkste product van de staat, dat wereldwijde faam geniet. Daaronder staat het motto Libertad o Muerte ("Vrijheid of de dood").

## Geschiedenis

Vlag van Miranda, 1994-2006

De huidige vlag is de opvolger van een vlag die in 1994 werd aangenomen. Deze bestond uit twee even hoge horizontale banen in de kleuren blauw (boven) en groen, met in het midden een afbeelding van de zon met daarin een krans van takken van de cacaoboom.
De elementen in deze vlag hebben elk een eigen symbolische betekenis. De blauwe baan staat voor de Caribische Zee waaraan Miranda gelegen is en verwijst ook naar de Río Tuy, een rivier in Miranda. De groene baan symboliseert het vruchtbare land dat de landbouw in de staat bevordert. De zon die midden in de vlag staat verwijst naar de vele jaarlijkse zonuren en staat ook voor hoop; de krans van cacaotakken staat voor het belangrijkste product van de staat, dat wereldwijde faam geniet.